# Areni
Areni (orm. Արենի) – winiarska wieś w marzie Wajoc Dor w Armenii.
We wsi znajduje się kościół z XIV wieku – Surb Astvatsatsin to Ormiański Kościół ukończony w roku 1321 znajduje się na szczycie płaskowyżu z widokiem na rzekę Areni i Arpę. Został zaprojektowany przez architekta i rzeźbiarza Momika Vardpeta, który jest znany z projektu kompleksu klasztornego Norawank (w odległości około 6 kilometrów na południowy wschód od Areni). W pobliżu znajdują się również ruiny z XIII wieku pałacu Tarsaitcha Orbeliana, władcy Sjuniku, przeniesiony z Jeghegis do Areni w tym czasie. Ruiny mostu z XIII wieku zbudowanego przez biskupa Sarkis w latach 1265-87 leżą na północny wschód od kościoła w odległości jednego kilometra. W tym samym miejscu znajdują się pozostałości starszego mostu.

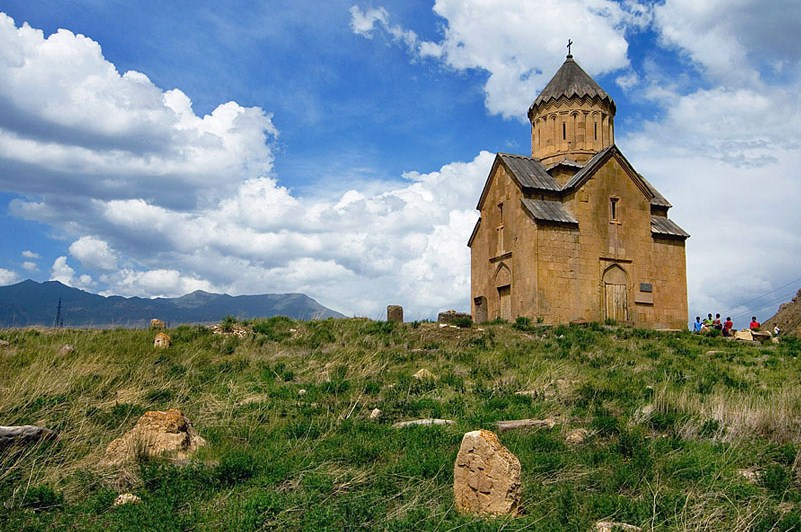
Kościół

We wsi znajduje się stanowisko archeologiczne epoki brązu.